# Ecléa Bosi
Ecléa Bosi, nascida Ecléa Frederico (São Paulo, 14 de outubro de 1936 — São Paulo, 10 de julho de 2017), foi uma psicóloga, professora e escritora brasileira.

## Biografia
Nascida Ecléa Frederico no bairro paulistano do Ipiranga, era filha de Antônio Correia Frederico e Emma Strambi, família com raízes nos bairros de Santo Amaro e Pinheiros. Casou-se com o professor universitário, crítico literário e membro da Academia Brasileira de Letras (ABL), Alfredo Bosi no ano de 1961.
Foi professora emérita e titular do Departamento de Psicologia Social e do Trabalho no  Instituto de Psicologia (IP) da Universidade de São Paulo (USP).  Graduou-se no curso de Psicologia em 1966 na USP.  Obteve seu mestrado no ano de 1970, sob orientação de Anita Castilho Cabral sobre o tema Leitura de Imagem: um estudo de semiologia.
Posteriormente no ano de 1971, obteve seu doutoramento em Psicologia Social na mesma universidade, onde defendeu sua tese Leituras de Operários: estudo de um grupo de trabalhadores em São Paulo, onde estudou grupos de trabalhadores da cidade e fez uma análise psicológica e social sobre o assunto. No ano de 1982, tornou-se livre docente da universidade.
Em 2008, a filósofa e também professora da USP, Marilena Chaui publicou um artigo em sua homenagem. No ano de 2009, recebeu o Prêmio Internacional Ars Latina pelo conjunto de sua obra. Em 2011, recebeu o prêmio Averroes e também recebeu o Troféu Loba Romana junto de João Grandino Rodas, em homenagem à contribuição da comunidade italiana no Brasil em cerimônia realizada na Assembleia Legislativa de São Paulo (ALESP).
Dentre suas obras importantes estão "Memória e sociedade", "Cultura de massa e cultura popular", "Leituras de operárias", "Velhos amigos, O tempo vivo da memória e a antologia de Simone Weil. Traduziu autores importantes como Giacomo Leopardi, Giuseppe Ungaretti, Federico García Lorca, Rosalía de Castro. Em 1994, através de uma de suas iniciativas, a Universidade de São Paulo passou a acolher maiores de 60 anos em cursos regulares no programa Universidade Aberta à Terceira Idade.
No ano de 2003, publicou na revista de Estudos Avançados o artigo Memória da cidade: lembranças paulistanas.

## Morte
Ecléa morreu no dia 10 de julho de 2017, na cidade de São Paulo aos 80 anos. A informação de sua morte foi confirmada pelo Instituto de Estudos Brasileiros (IEB) da USP.
“Os projetos do indivíduo transcendem o intervalo físico de sua existência: ele nunca morre tendo explicitado todas as suas possibilidades. Antes, morre na véspera: e alguém deve realizar suas possibilidades que ficaram latentes, para que se complete o desenho de sua vida”

## Livros publicados
- Cultura de massa e cultura popular: leituras de operárias. Petrópolis, Ed. Vozes - 1972.[25]
- Memória e sociedade: lembranças de velhos. São Paulo, Companhia das Letras - 1994.[26]
- O tempo vivo da memória: ensaios de psicologia social.  Ateliê Editorial - 1998.[27]
- Velhos amigos. São Paulo, Companhia das Letras - 2003.[28]